# Le Périer
Le Périer foi uma comuna francesa na região administrativa de Auvérnia-Ródano-Alpes, no departamento de Isère. Estendia-se por uma área de 47,99 km². Em 2010 a comuna tinha 141 habitantes (densidade: 2,9 hab./km²).
Em 1 de janeiro de 2019, passou a formar parte da nova comuna de Chantepérier.